# Hornsyld
Hornsyld es una localidad situada en el municipio de Hedensted, en la región de Jutlandia Central (Dinamarca), con una población estimada a principios de 2018 de unos 1619 habitantes.
Se encuentra ubicada en el centro-este de la península de Jutlandia, al sur de la ciudad de Aarhus y cerca de la costa del mar Báltico.